# 民主動力

民主動力標誌

民主動力，香港民主派組織之一，於2002年成立， 2021年2月27日停止運作，由多位關心香港民主政制發展的學者、專業人士及政黨成員組成的民間組織，為香港民主派提供一個交流和合作的平台，多次協調民主派參加立法會及區議會選舉。此外，亦為香港民主發展相關議題進行學術研究，並積極參與和籌劃多項社會行動及公眾教育，致力推動香港的政制民主化改革 。

## 目標

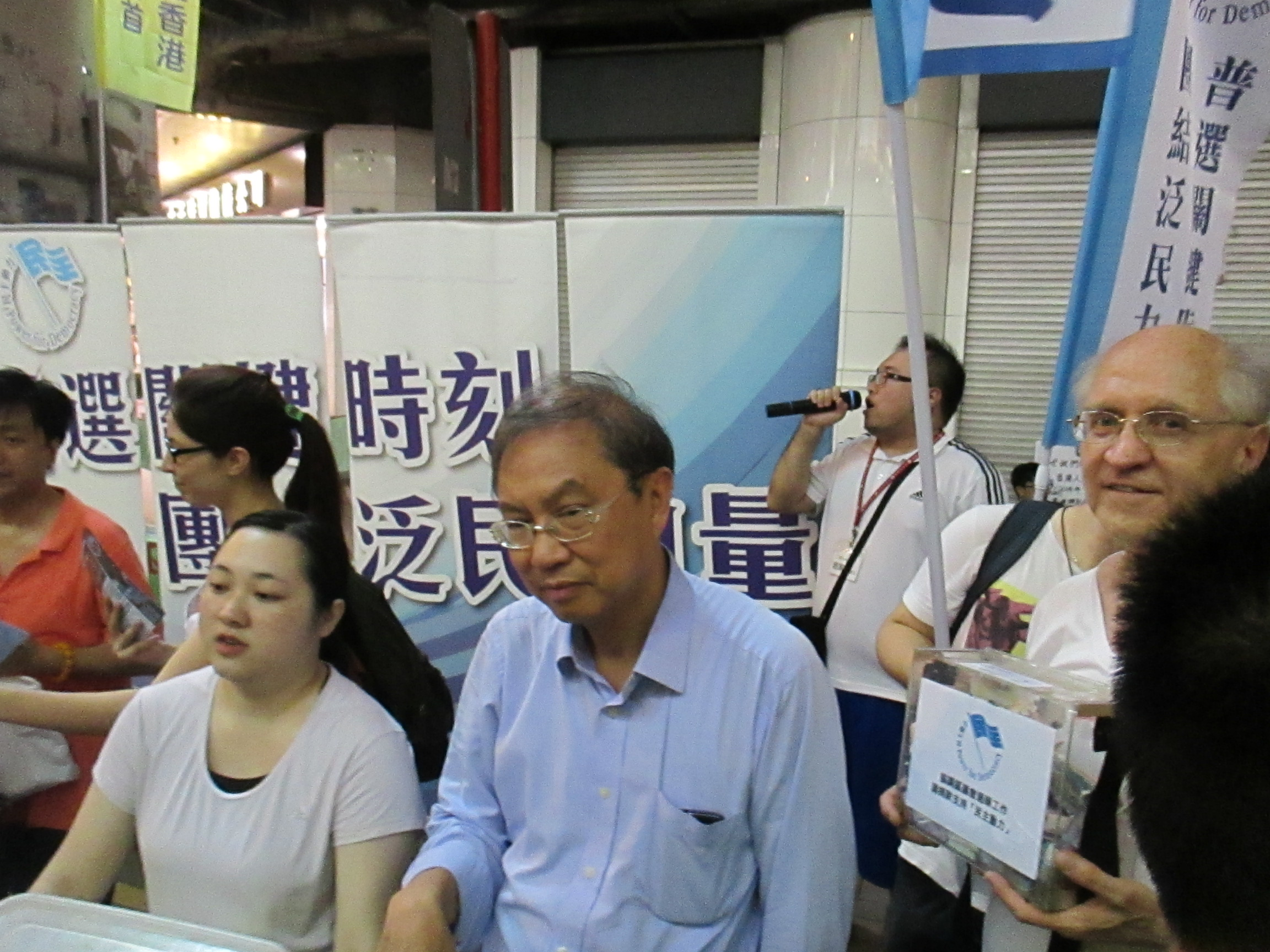
2014年七一，鄭宇碩在民主動力街站。

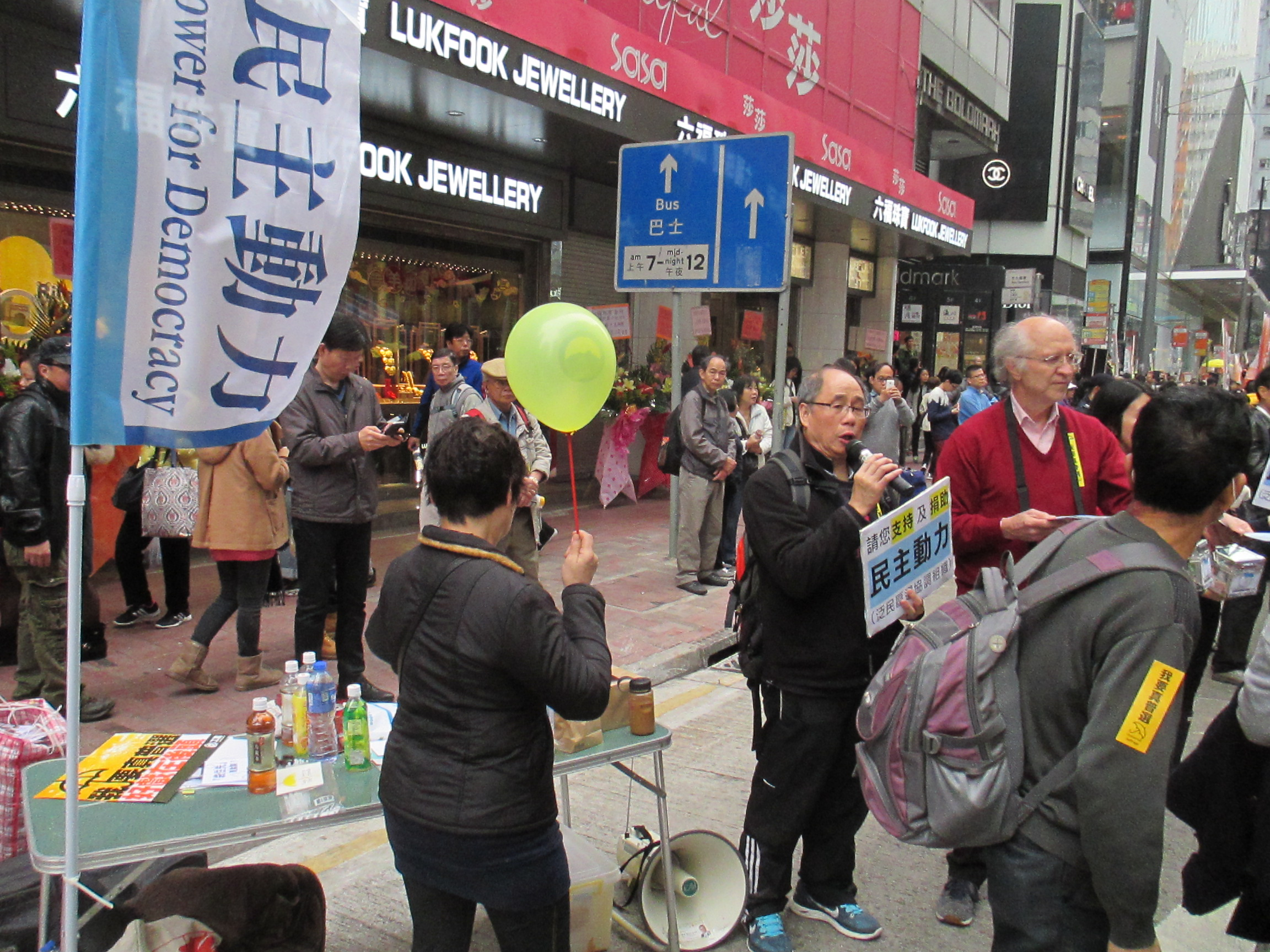
2015年2月1日元旦遊行，民主動力街站。

1. 爭取普及而平等的民主政制
2. 維護自由、法治和人權
3. 發展公民社會

## 發起人
- 李卓人
- 何俊仁
- 陶君行
- 馮智活
- 張超雄
- 陸鳳萍
- 梁耀忠
- 鄭宇碩
- 鄭家富
- 劉家華
- 劉慧卿
- 關尚義

## 发展历程
民主動力最初從事區議會選舉協調工作是2003年的一屆；因為當年反對「廿三條立法」。七月一日大遊行的效應，泛民區選大有斬獲，奠定了民主動力協調工作的基礎。
2007年香港區議會選舉，首次策劃协调泛民區選聯盟，約387人參選，有7個選區出現民主派對民主派的情況出現，是自1980年代最少民主派對民主派的一次。
2011年香港區議會選舉策劃和參與泛民區選聯盟。
2013年3月21日，民主動力聯同其他香港泛民主派政黨及團體成立真普選聯盟。
2015年發起91名民選議員及增選委員聯署反對2016年及2017年香港政治制度改革。
2015年香港區議會選舉策劃和參與泛民區選聯盟。
2018年1月14日，為決定2018年香港立法會補選的九龍西和新界東人選，舉行民主派初選實體投票。
2019年3月至4月，與 香港認可調解員學會 合作呈獻，舉辦全港首個著重實務應用調解 (Mediation) 和促導 (Facilitation) 技巧處理公共議題及社區糾紛的「調解及促導專業證書」課程 (連續六個星期六共48小時)，協助民主派學員成為認可調解員及專業促導員。
2019年9月29日，舉辦9.29民主派紅磡灣區民意調查 (本港歷史性首次小選區初選)，設立實體票站，給予紅磡灣選區選民表達意見，投票支持選民們認為最合適的一位地區工作者代表民主派在選區服務。
2019年10月13日，舉辦馬鞍山市中心選區民主派代表初選，確認鍾禮謙在是次初選中獲最多有效提名，成為民主派區選聯盟推薦名單，以民主派唯一代表名義出戰該選區。
2019年香港區議會選舉策劃和參與民主派區選聯盟。
2021年2月27日，召集人趙家賢宣佈即日起民主動力停止運作及解散，指因應香港情況最新發展，在新政治時代下，組織已完成歷史任務。承諾未來一定在《基本法》、《香港國安法》及一國兩制框架下，運用不同方式繼續為香港社會服務。

## 執行委員會

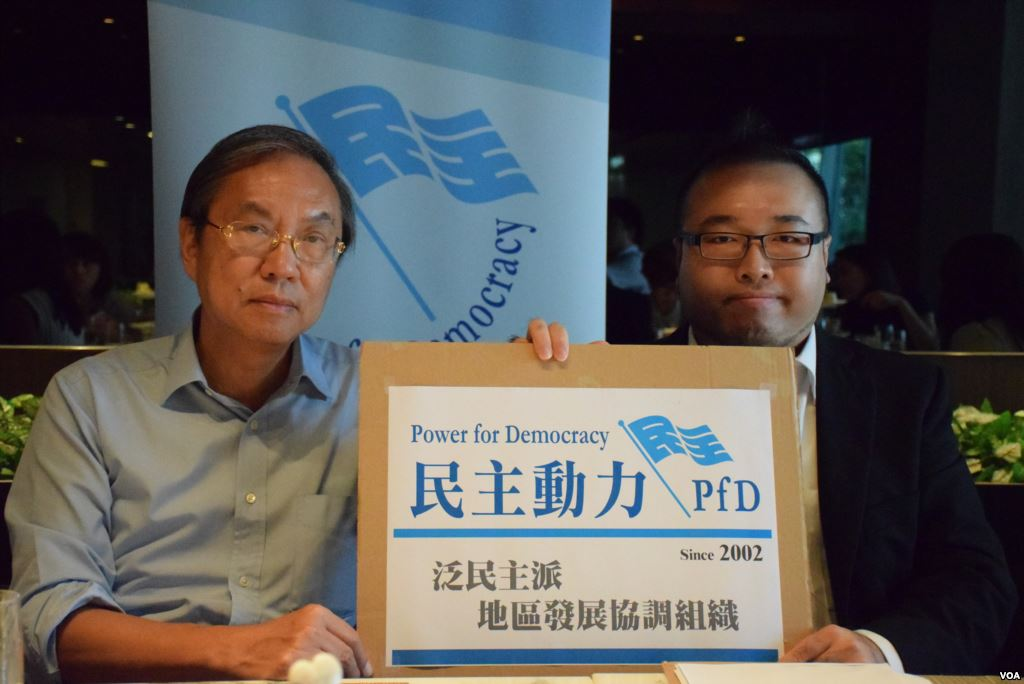
香港民主動力正副召集人趙家賢及鄭宇碩

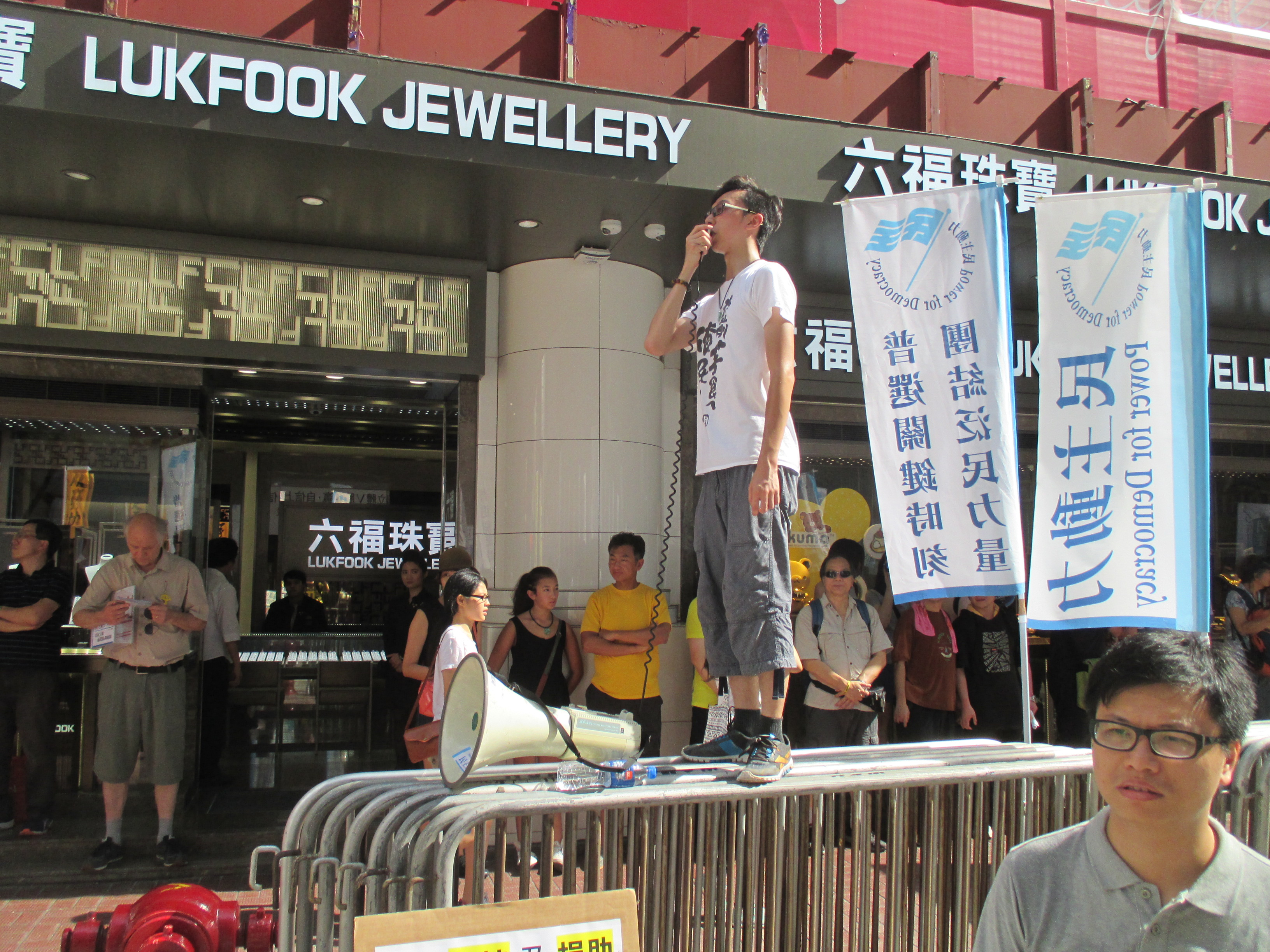
2015年七一，民主動力街站。

民主動力第十屆執委會（2020年12月至2021年2月組織解散前）
- 召集人：趙家賢（資深認可調解員、東區區議會副主席）
- 副召集人：鍾錦麟（西貢區議會主席、認可調解員、註冊社工）
- 副召集人：黃學禮（沙田區議會副主席）
- 秘書：趙恩來（荃灣區議會議員）
- 司庫：John Clancey（關尙義）（執業律師）
- 委員：
  - 劉勇威（大埔區議會副主席）
  - 江貴生（深水埗區議會議員）
  - 黎梓恩（沙田區議會議員）
  - 謝潔泳（社區主任、議員助理）
  - 余德寶（公民黨 – 團體成員代表、油尖旺區議會副主席）
  - 任啟邦（新民主同盟 – 團體成員代表、大埔區議會議員）

## 資料來源
1. ↑  .   [2018-01-14]. （原始内容存档于2020-08-26）.
2. ↑  .   [2019-11-29]. （原始内容存档于2016-09-11）.
3. ↑  .   [2019-11-29]. （原始内容存档于2020-08-26）.
4. ↑  . 東方日報. 2014年11月16日  [2015年9月23日]. （原始内容存档于2016年3月4日）.
5. ↑  . 明報. 2015-06-01  [2020-08-26]. （原始内容存档于2015-09-23）.
6. ↑  . 明報. 2018-01-14  [2018-01-14]. （原始内容存档于2018-01-15）.
7. ↑  .   [2020-08-26]. （原始内容存档于2020-08-26）.
8. ↑  .   [2020-08-26]. （原始内容存档于2020-08-26）.
9. ↑  .   [2020-08-26]. （原始内容存档于2020-08-26）.
10. ↑  .   [2020-08-26]. （原始内容存档于2020-08-26）.
11. ↑  . 明報. 2019-11-18  [2020-08-26]. （原始内容存档于2020-01-26）.
12. ↑  . 香港電台. 2021-02-27  [2021-02-27]. （原始内容存档于2021-02-27）.

## 外部連結
- 民主動力的Facebook專頁